# اوچنا امدولو
اوچنا امدولو (انگلیسی: Uchenna Emedolu؛ زادهٔ ۱۷ سپتامبر ۱۹۷۶) دونده، و ورزشکار دو و میدانی اهل نیجریه است.